# Капельяс, Альберт
Альберт Капельяс Гермс (исп. Albert Capellas Herms; родился 1 октября 1967, Авиньо, провинция Барселона, Испания) — испанский футболист и тренер.

## Карьера
Всю свою недолгую игровую карьеру Капельяс провёл в любительских командах низших дивизионов, деятельность тренера начал в 1991 году в каталонском клубе «Гава» на должности ассистента.
В период с 1999 по 2003 год Капельяс ассистировал тренеру резервной команды «Барселоны», затем став координатором развития молодёжной академии в клубе.
С 2010 по 2014 год работал в Нидерландах, где помогал Альберту Ферреру и его преемнику Джону ван ден Брому в «Витессе».
В 2014 году отправился в Данию, став ассистентом главного тренера «Брондбю» Томаса Франка. Покинул данный пост в 2015 году.
В 2016 году вернулся в «Брондбю» и работал в юношеской команде клуба до 16 и 17 лет.
После ухода из датского коллектива Капельяс уехал в израильский чемпионат, где стал помощником наставника тель-авивского «Маккаби» Петера Боса, с которым позже работал в дортмундской «Боруссии».
В 2018—2019 годах ассистировал Йорди Кройффу в клубе Китайской Суперлиги «Чунцин Лифань».
В июне 2019 года специалист подписал контракт с Датским футбольным союзом, став главным тренером национальной молодёжной сборной страны.
Под его руководством датчане сумели выйти в плей-офф чемпионата Европы — 2021, обыграв россиян со счётом 3:0.